# NGC 5981
NGC 5981 is een spiraalvormig sterrenstelsel in het sterrenbeeld Draak. Het hemelobject werd op 6 mei 1850 ontdekt door Johnstone Stoney, assistent van de Ierse astronoom William Parsons.

## Synoniemen
- UGC 9948
- MCG 10-22-27
- ZWG 297.23
- IRAS 15368+5933
- PGC 55647